# 北九州市平和のまちミュージアム
北九州市平和のまちミュージアム（きたきゅうしゅうしへいわのまちミュージアム、英語: Kitakyushu City Museum of Peace）は、福岡県北九州市小倉北区城内の勝山公園にある北九州市立の博物館（平和博物館）。2022年4月19日に開館した。

## 概要
同博物館の立地する勝山公園は旧小倉陸軍造兵廠敷地の一部で、原爆投下の目標とされた（長崎市への原子爆弾投下参照）。そのような歴史的経緯から、戦争の悲惨さと平和の大切さを後世に伝えるための展示施設として同公園内に開館した。
なお、同公園内には「長崎の鐘」（1973年に長崎市より贈呈された鐘のレプリカ）が設置されており、毎年8月9日の長崎原爆の日には北九州市民による慰霊祭が行われている。